# Chrëschtlech Sozial Vollekspartei
Chrëschtlech Sozial Vollekspartei (CSV) (Křesťanskosociální lidová strana nebo Sociálně-křesťanská strana) je největší lucemburská politická strana. Strana sleduje středovou křesťansko-demokratickou politickou orientaci. Jejím předsedou je od roku 2009 Michel Wolter, současně též lucemburský ministr pro zaměstnanost. Členem CSV je také bývalý předseda strany (1990–1995), expremiér a předseda Evropské komise Jean-Claude Juncker.
V současné době vytváří CSV koalici s LSAP a od voleb v roce 2004 má v parlamentu 24 ze 60 křesel. Tato strana se s výjimkou let 1975–1979 účastnila všech lucemburských koaličních vlád.